# Ischiosioma albata
Ischiosioma albata är en skalbaggsart som beskrevs av Martins och Maria Helena M. Galileo 1990. Ischiosioma albata ingår i släktet Ischiosioma och familjen långhorningar. Inga underarter finns listade i Catalogue of Life.